# Petronia petronia
La passera lagia (o passero lagio) (Petronia petronia (Linnaeus, 1766)) è un uccello della famiglia Passeridae. È l'unica specie nota del genere Petronia.

## Descrizione
Si distingue dalla femmina di passera d'Italia, per la macchia gialla che ha sul petto. Infatti è di colore marrone chiaro, con striature marroni scuro e nere, sul dorso ed ali, mentre il petto ha delle striature marroni più chiare, un bel sopracciglio giallo, ne caratterizza la testa. Il maschio e la femmina sono quasi indistinguibili.

## Biologia

### Alimentazione
Come tutti i passeri è onnivoro, anche se la dieta è prettamente granivora, con preferenza per il grano, e, specialmente durante il periodo riproduttivo, insettivora.

### Riproduzione

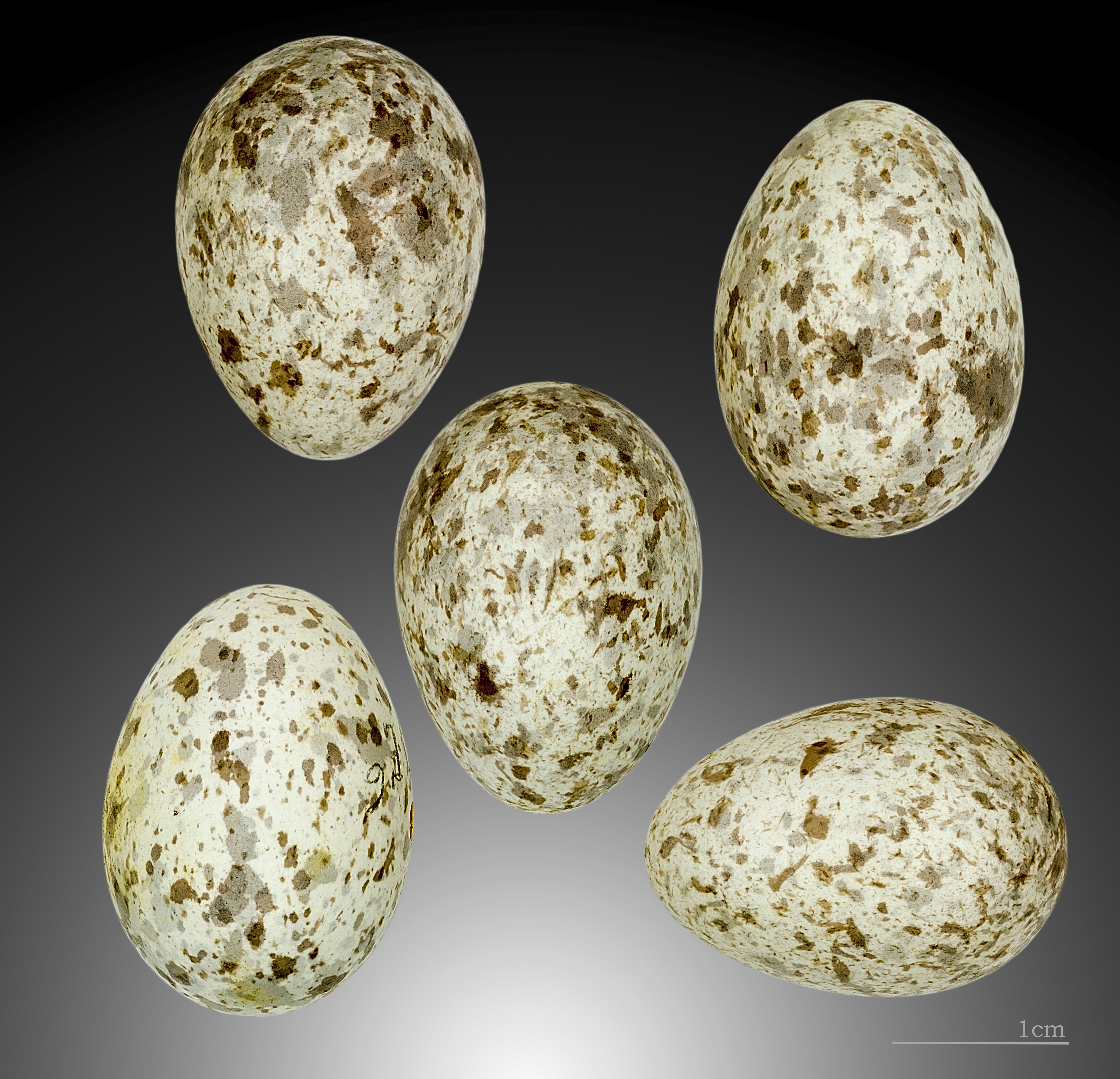
Petronia petronia

Nidifica tra maggio e luglio nelle cavità degli alberi o delle rocce.
Secondo alcuni studiosi, la grandezza e la tonalità della macchia gialla, sarebbe un buon indicatore della prestanza riproduttiva dell'individuo.

### Comportamento
Si trova spesso in associazione con altre specie (fino a 23 negli Appennini centrali), la più comune delle quali è la passera mattugia, seguita da storno e cappellaccia. 

## Distribuzione e habitat
La specie si ritrova in una grande varietà di habitat, generalmente al di sotto dei 2000 m s.l.m.. Ha una distribuzione piuttosto ampia che va dalle Canarie all'Europa Meridionale. In Africa è presente nelle regioni settentrionali e si trova in gran parte dell'Asia. In Italia la specie si trova sia sull'arco alpino che sugli Appennini. Nel meridione si trova frequentemente anche in centri urbani (es. Matera).

## Tassonomia
Ne sono conosciute 2 sottospecie:
- Petronia petronia petronia
- Petronia petronia fulgens

In Italia, la sottospecie presente è P. petronia petronia .